# 1994년 동계 올림픽 러시아 선수단
1994년 동계 올림픽 러시아 선수단은 1994년 2월 12일부터 2월 27일까지 노르웨이 릴레함메르에서 열린 1994년 동계 올림픽에 참가한 올림픽 러시아 선수단이다.
1994년 동계 올림픽은 러시아가 소련의 해체 후 처음으로 참가한 동계 올림픽 대회이며 러시아 선수들은 소련 붕괴 후 처음으로 열린 동계 올림픽 대회인 1992년 동계 올림픽 당시에는 연합팀으로 참가했다.

## 메달 집계
| 종목 | 1 | 2 | 3 | 합계 |
| 종목 | ' | ' | ' | '    |
| 종목 | ' | ' | ' | '    |
| 종목 | ' | ' | ' | '    |
| 합계 | ' | ' | ' | '    |